# دومينيك فورمان (سياسي)
دومينيك فورمان هو نقابي وسياسي أسترالي، ولد في 6 أغسطس 1933 في Clare, South Australia ‏ في أستراليا، وتوفي في 17 يوليو 2020 في أديلايد في أستراليا. نشط حزبياً في حزب العمال الأسترالي. وقد انتخب عضو مجلس الشيوخ الأسترالي ‏ عن دائرة جنوب أستراليا ‏ (1 يوليو 1981 – 15 سبتمبر 1997).